# توني بان
توني بان (بالإنجليزية: Tony Bunn)‏ هو عازف جاز أمريكي، ولد في 18 نوفمبر 1957 في بالتيمور في الولايات المتحدة.

## وصلات خارجية
- توني بان على موقع ميوزك برينز (الإنجليزية)
- توني بان على موقع أول ميوزيك (الإنجليزية)
- توني بان على موقع ديسكوغز (الإنجليزية)